# Lev Genrihovič Šnireljman
Lev Genrihovič Šnireljman (rusko Лев Ге́нрихович Шнирельма́н), ruski matematik, * 15. januar (2. januar, ruski koledar) 1905, Gomel, Ruski imperij (sedaj Belorusija), † 24. september, 1938, Moskva, Sovjetska zveza (sedaj Rusija).

## Življenje in delo
Njegov oče je bil učitelj ruskega jezika. Ko je bilo Šnireljmanu 16 let, je prišel v Moskvo. Že zelo zgodaj je pokazal veliko nadarjenost za matematiko. 
Diplomiral je leta 1925 na Državni univerzi v Moskvi, menda v polovičnem študijskem času, in leta 1929 doktoriral. Po končanem dodiplomskem študiju je bil najprej asistent na Inšitutu za matematiko in mehaniko Prve državne univerze v Moskvi.
Deloval je na področju teorije števil in globalnega variacijskega računa, kjer je dosegel nekaj izjemnih rezultatov.
V letu 1930 je dokazal na primer zelo šibko obliko Goldbachove domneve, da se lahko vsako sodo število n ≥ 4 zapiše kot vsoto ne več kot 300.000 praštevil. Goldbachova domneva sicer zahteva le vsoto dveh praštevil.
Leta 1931 je bil v tri mesece v Göttingenu, kjer mu je najboljši nemški založnik predlagal, da napiše monografijo, vendar so prej na oblast prišli nacisti in se je vrnil v Sovjetsko zvezo.
Šnireljman je leta 1933 postal član Sovjetske akademije znanosti. Od leta 1934 do smrti je delal na Matematičnem inštitutu Steklova.
Šnireljman je naredil samomor. Govorili so, da ga je začel nadzirati NKVD in naj bi se tega preveč zbal.